# اسپینورفین
اسپینورفین (به انگلیسی: Spinorphin) با فرمول شیمیایی C45H64N8O10 یک ترکیب شیمیایی با شناسه پاب‌کم 7184 است. که جرم مولی آن ۸۷۷٫۰۳۷ گرم بر مول می‌باشد.